# 尚帕尼耶
尚帕尼耶（法語：Champagnier，法語發音：[ʃɑ̃paɲe]）是法国伊泽尔省的一个市镇，位于该省中部偏南，属于格勒诺布尔区。

## 地理
尚帕尼耶（45°6'44"N, 5°43'46"E）面积6.61 平方千米，位于法国奥弗涅-罗讷-阿尔卑斯大区伊泽尔省，该省份为法国东南部内陆省份，北起顺时针与安省、萨瓦省、上阿尔卑斯省、德龙省、阿尔代什省、卢瓦尔省和罗讷省。
与尚帕尼耶接壤的市镇（或旧市镇、城区）包括：瓦尔斯-阿利耶尔和里塞、埃希羅勒、雅里、勒蓬德克莱。
尚帕尼耶的时区为UTC+01:00、UTC+02:00（夏令时）。

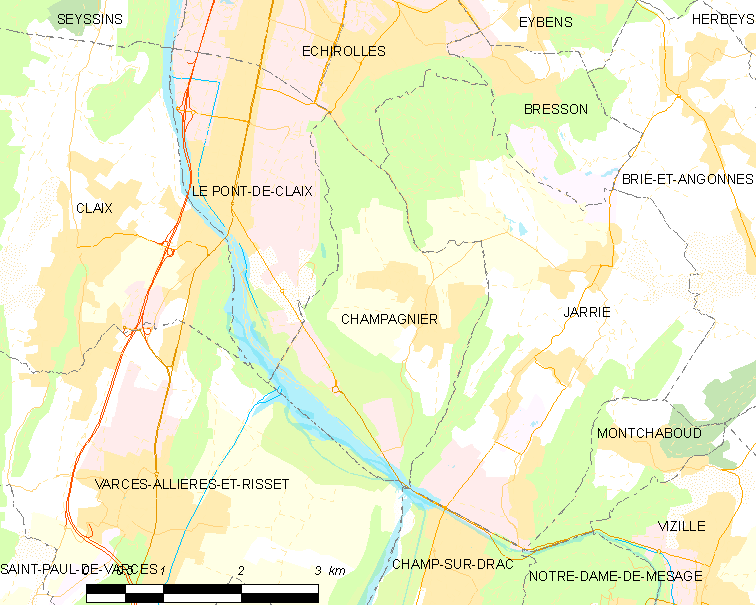
尚帕尼耶的OSM定位图

## 行政
尚帕尼耶的邮政编码为38800，INSEE市镇编码为38068。

## 政治
尚帕尼耶所属的省级选区为勒蓬德克莱县。

## 人口

1962-2008年间尚帕尼耶人口变化图示

尚帕尼耶于2022年1月1日时的人口数量为1506人。